# Gurunhuel

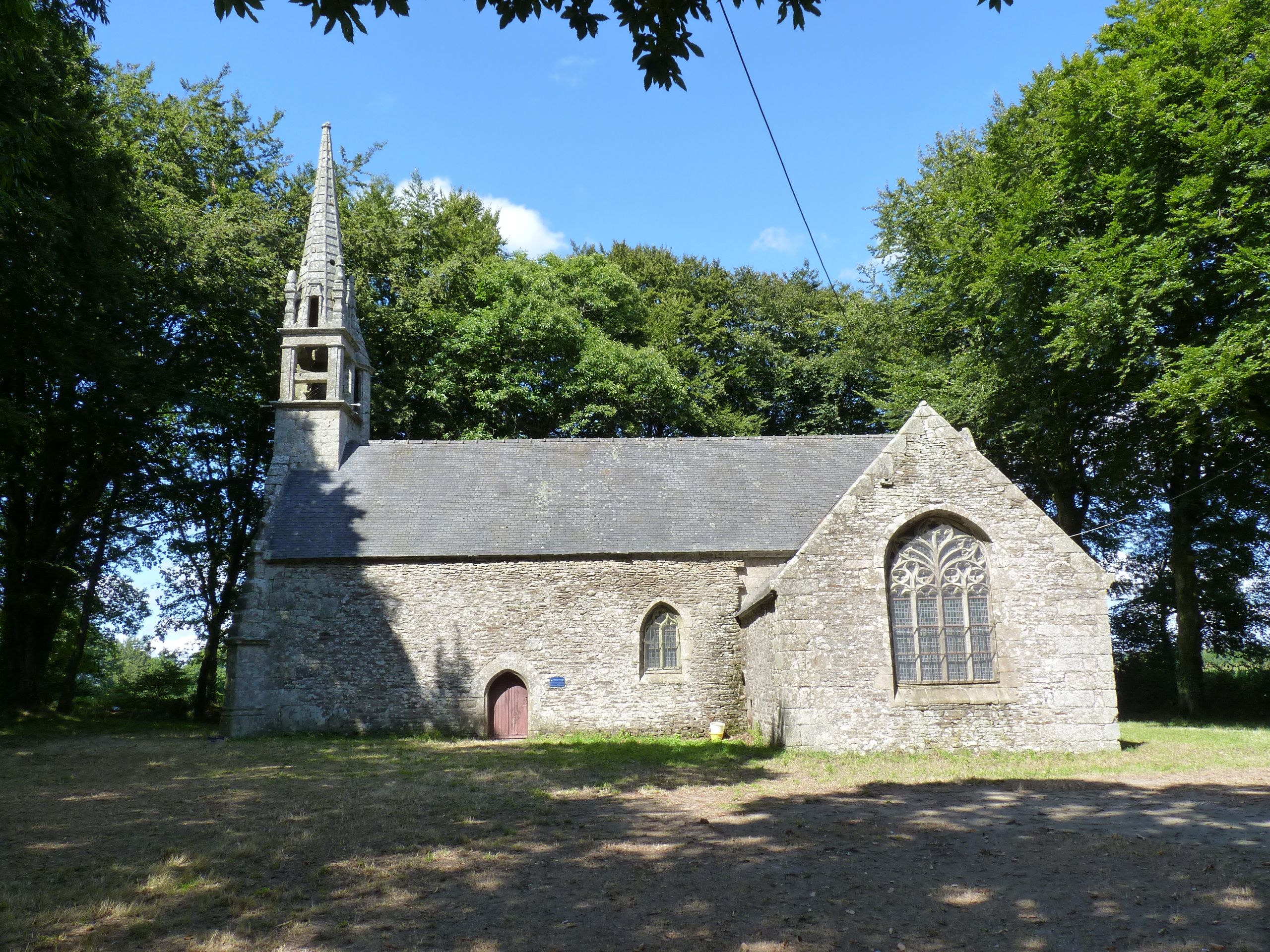
Kapel

Gurunhuel is een gemeente in het Franse departement Côtes-d'Armor (regio Bretagne) en telt 383 inwoners (1999). De plaats maakt deel uit van het arrondissement Guingamp.

## Geografie
De oppervlakte van Gurunhuel bedraagt 19,2 km², de bevolkingsdichtheid is 19,9 inwoners per km².
De onderstaande kaart toont de ligging van Gurunhuel met de belangrijkste infrastructuur en aangrenzende gemeenten.

## Demografie
Onderstaande figuur toont het verloop van het inwonertal (bron: INSEE-tellingen).

1. ↑  Populations de référence 2022.